# زياد عبد الحميد
زياد عبد الحميد مواليد 1 يوليو 1952 في العراق، هو لاعب كرة قدم عراقي سابق كان يلعب كمدافع. لعب مع المنتخب العراقي بين عامي 1973 و1975.